# La diosa arrodillada
La diosa arrodillada és una pel·lícula mexicana de drama romàntic de 1947 dirigida per Roberto Gavaldón i protagonitzada per María Félix, Arturo de Córdova i Rosario Granados. La pel·lícula està basada en una novel·la escrita per Ladislas Fodor.

## Argument
El milionari Antonio (Arturo de Córdova) obsequia a la seva esposa Elena (Rosario Granados) l'estàtua d'una dona nua com a regal d'aniversari nupcial. La model que va posar per a l'estàtua és Raquel (María Félix), amant d'Antonio. Raquel exigeix a Antonio que es divorciï de la seva esposa i poc després aquesta mor sota circumstàncies misterioses. Antonio ha d'acceptar casar-se amb Raquel perquè no es descobreixi que la seva esposa no va morir per causes naturals.

## Repartiment
- María Félix com Raquel Serrano.
- Arturo de Córdova com Antonio Ituarte.
- Rosario Granados com Elena (com Charito Granados).
- Fortunio Bonanova com Nacho Gutiérrez.
- Carlos Martínez Baena com Esteban (com Carlos M. Baena).
- Rafael Alcayde com Demetrio.
- Eduardo Casado com a Llicenciat Jiménez.
- Luis Mussot com a Dr. Vidaurri.
- Carlos Villarías com a Jutge.
- Natalia Gentil Arcs com María.
- Paco Martínez com Vila-real.
- Rogelio Fernández com a Mariner.
- Alfredo Varela com a Jutge de registre civil.
- José Arratia (no acreditat)
- Fernando Casanova com a Empleat del jutjat (no acreditat).
- Ana María Hernández com a Convidada a festa (no acreditada).
- Miguel Ángel López com a Jove missatger (no acreditat).
- José Muñoz com a Detectiu de policia (no acreditat).
- Juan Orraca com a Detectiu (no acreditat).
- Manuel Pozos com José (no acreditat).
- Félix Samper com a Associat en taula rodona (no acreditat).
- Juan Villegas com a Empleat d'Antonio (no acreditat).

## Producció
El rodatge va començar en 10 de febrer de 1947 als Estudios Churubusco de la Ciutat de Mèxic.
Van existir informes que a un dels guionistes de la pel·lícula, José Revueltas, li havien ordenat, suposadament pel director Roberto Gavaldón, engrandir el paper de Rosario Granados per fer-lo tan important com el de María Félix. Revueltas ho va negar vehementment en una carta dirigida al director d'una revista que havia publicat aquesta al·legació, i segons Emilio García Riera, «Revueltas va defensar en la carta amb bones raons la seva integritat, però la pel·lícula és per si mateixa una prova a favor seu: [Rosario] Granados fa un paper en efecte secundari, molt menys lluidor que el de María Félix».
No obstant això, el que ha dit Revueltas en el seu aclariment, respecte a que ell i altres realitzadors de la pel·lícula havien rebut «la confiança» dels productors per complir la seva comesa, és contrastat amb la perspectiva que Revueltas va tenir sobre La diosa arrodillada 30 anys després en una entrevista amb Paco Ignacio Taibo I, on va afirmar que l'argument, l'adaptació i el guió van quedar fora del seu control i de la de tots els involucrats. Revoltes va afirmar: «[…] vam ser molts els col·laboradors i tots posàvem una mica aquí i un altre poc allà. […] Després que havíem acabat el guió, Tito Davison li va tornar a ficar mà i es van tornar a canviar les coses. Aquest tipus de desastres passen al cinema; uns corregeixen als altres i al final ja ningú recorda què és el que va escriure. D'altra banda, els directors tenen les seves pròpies idees i demanen que aquestes apareguin al llibret. Edmundo Báez deia que alguns guionistes érem com els sastres, que fèiem el vestit a la mesura d'aquesta o l'altra estrella. Jo pensava que no érem tant sastres com adobadors [...]».
La naturalesa explícita (per a l'època) d'unes certes escenes romàntiques va generar controvèrsia. Revueltas va afirmar que a part dels problemes amb el guió, «[un] altre estava la censura: era el més estúpid del món. Una censura d'idiotes, amb la qual no es podia discutir». Diverses organitzacions civils van criticar la pel·lícula, afirmant que atemptava contra la moral. En resposta a l'escàndol, els seus productors van col·locar l'estàtua utilitzada en la pel·lícula al vestíbul del cinema Chapultepec, com un factor d'atracció d'espectadors. Això va causar que una de les organitzacions protestant la pel·lícula, el Comitè Pro Dignificació del Vestuari Femení (CPDVF), robés l'estàtua.
La naturalesa explícita de l'escenes romàntiques de la pel·lícula va afectar la relació de Félix amb la seva llavors parella, el compositor Agustín Lara, la relació del qual acabaria en aquest mateix any, al punt que "calaveres literàries" del Dia de Morts i caricatures es burlaven de l'enfonsament de la relació de Félix i Lara fent referència a la pel·lícula.

## Recepció
Cinémas d'Amérique latine la va qualificar d'«obra mestra del melodrama en la qual l'heroïna fa gala d'un erotisme fora de sèrie». Tanmateix, al seu llibre María Félix: 47 pasos por el cine, Paco Ignacio Taibo I, mentre que es va referir a la pel·lícula com un «curiosíssim embolic», va afirmar que «es va perdre en una enrevessada trama», ressaltant el fet que els persones de De Córdova i Félix són amants, només perquè un cert moment intenti matar-la.
A Mujeres de luz y sombra en el cine mexicano: la construcción de una imagen (1939-1952), Julia Tuñon va escriure: «És una proposta consistent que contribueix amb un corpus que queda inscrit dins d'un sistema social d'idees i mentalitats que segueixen un ritme dins de la història amb els seus personatges».